# Nyborg Gymnastik- og Idrætsforening
Nyborg Gymnastik og Idrætsforening (NG&IF) er en dansk gymnastik, atletik, bordtennis, håndbold og fodboldklub i Nyborg. Idrætsforeningen benytter Nyborg Idrætsplads, som er beliggende på Storebæltsvej i Nyborg, men klubben benytter derudover forskellige skoler, som er placeret rundt omkring i Nyborg. Foreningen blev oprindelig stiftet som en gymnastikforening i 1894, men siden hen er de andre sportsgrene kommet til. Foreningen har et fodboldhold placeret i de lokale serier under Fyns Boldspil-Union (FBU). Håndboldholdet spiller ligeledes i de lokale serier under FHF.

## Ekstern kilde/henvisning
- NG&IFs hjemmeside (gymnastik- og atletik-afdelingen)
- Nyborg G&IFs hjemmeside (fodbold-afdelingen)
- Nyborg G&IFs hjemmeside (håndbold-afdelingen)